# Anaea confusa
Anaea confusa är en fjärilsart som beskrevs av Hall 1924. Anaea confusa ingår i släktet Anaea och familjen praktfjärilar. Inga underarter finns listade i Catalogue of Life.